# Asbjørn Halvorsen
Asbjørn Halvorsen (ur. 3 grudnia 1898 w Sarpsborgu, zm. 16 stycznia 1955) – piłkarz norweski grający na pozycji pomocnika. W swojej karierze rozegrał 19 meczów w reprezentacji Norwegii.

## Kariera klubowa
W swojej karierze piłkarskiej Halvorsen grał w klubach Sarpsborg FK (1917-1921) i Hamburger SV (1921-1933). W sezonach 1922/1923 i 1927/1928 wywalczył z Hamburgerem dwa tytuły mistrza Niemiec.

## Kariera reprezentacyjna
W reprezentacji Norwegii Halvorsen zadebiutował 29 maja 1919 roku w przegranym 0:2 towarzyskim meczu ze Szwecją, rozegranym w Sztokholmie. W 1920 roku wystąpił na igrzyskach olimpijskich w Antwerpii. W kadrze narodowej od 1918 do 1923 roku rozegrał 19 spotkań.

## Kariera trenerska
Po zakończeniu kariery Halvorsen został trenerem. W 1933 roku prowadził Hamburger SV. W latach 1934–1945 był selekcjonerem reprezentacji Norwegii. W 1936 roku doprowadził ją do zdobycia brązowego medalu na igrzyskach olimpijskich w Berlinie. Z kolei w 1938 roku poprowadził kadrę Norwegii na mistrzostwach świata we Francji.